# Goryphus formosanus
Goryphus formosanus là một loài tò vò trong họ Ichneumonidae.